# 香港灣仔睿景酒店

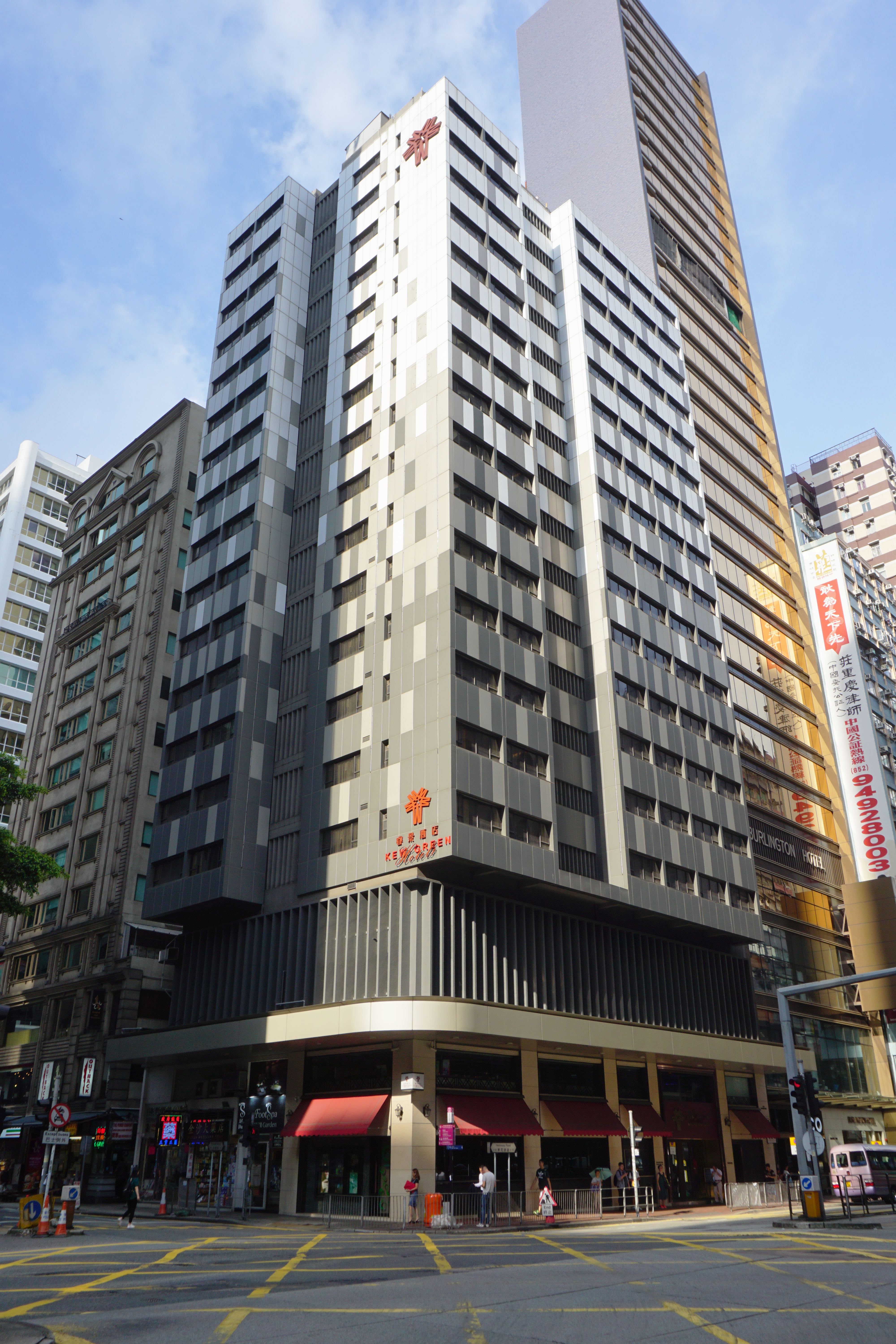
香港灣仔睿景酒店

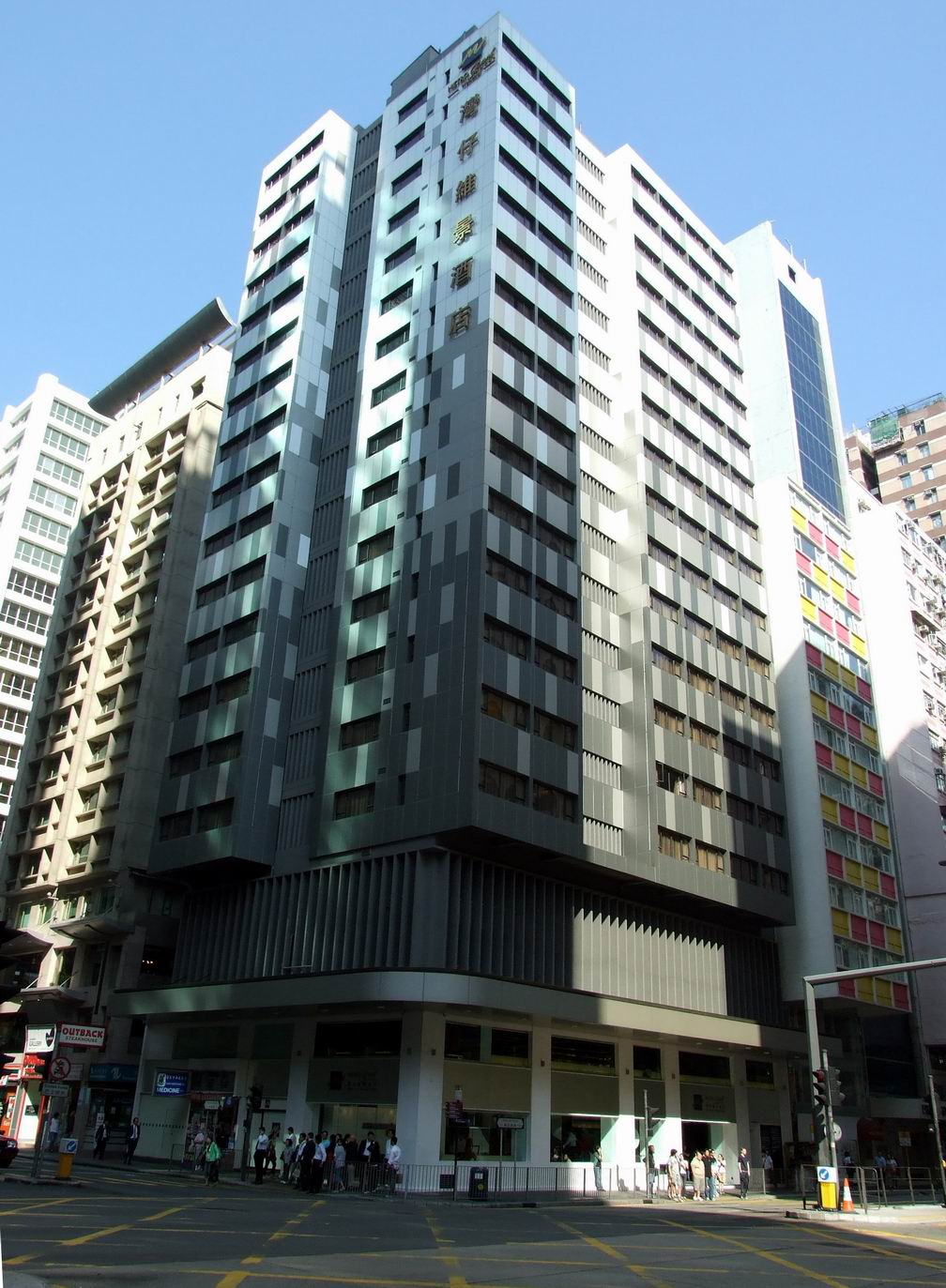
香港灣仔維景酒店時期外觀

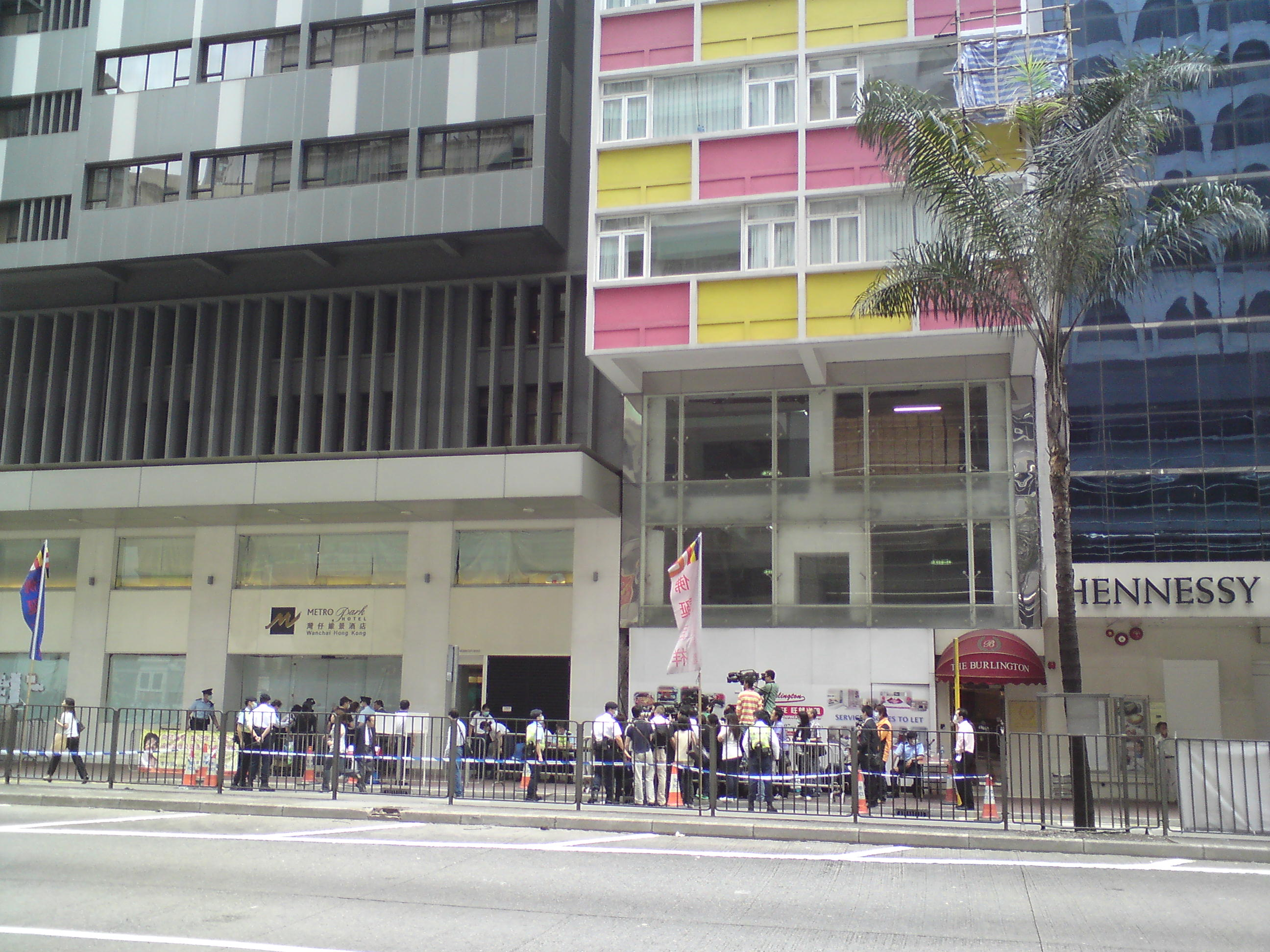
酒店於2009年爆發豬流感時的門外情況

香港灣仔維景酒店時期標誌

22°16′40″N 114°10′14″E / 22.277852°N 114.170562°E
香港灣仔睿景酒店（英語：Kew Green Hotel Wanchai Hong Kong）前稱香港灣仔維景酒店（英語：Metropark Hotel Wanchai）為香港的一間四星級酒店，位處於香港島灣仔軒尼詩道41-49號，鄰近港鐵灣仔站，樓高16層，酒店於1987年開幕，共提供173間不同類型的客房，包括佔有一整層的11間女士客房，由香港中旅維景國際酒店管理有限公司管理。
香港灣仔維景酒店最早名為「星加坡酒店」，其後更名「星港酒店」（New Harbour Hotel），後被香港中旅維景國際酒店管理有限公司易手，改名至現時名稱。

## 酒店設施
- 會議室
- 健身室

### 餐廳
- Le Chef 西餐廰[2]
- The Parlor 酒吧[3]

## 香港甲型H1N1流感疫情
一位墨西哥旅客在2009年4月30日經上海轉機抵港並下榻灣仔維景酒店，當晚即因發燒症狀前往律敦治醫院求診，翌日確診結果證實該旅客患上H1N1新型流感（豬流感）。衛生當局即時封閉灣仔維景酒店七天，所有旅客及員工期間須接受隔離，不能夠隨意進出酒店。衛生當局已於2009年5月8日晚上8時半，即滿七日醫學觀察期時解封酒店，讓旅客及員工離開，部分旅客經各大口岸離開香港，其餘留港的旅客則獲安排入住旺角東帝京酒店或北角城市花園酒店，住宿費用由香港政府全數支付。酒店隨即關閉進行徹底消毒，並於一星期後的5月15日重開營業。

## 參看
- 香港酒店列表
- 香港銅鑼灣維景酒店
- 香港九龍維景酒店
- 香港旺角维景酒店
- 紅磡維景酒店
- 澳門維景酒店
- 香港中旅維景國際酒店管理有限公司

## 外部連結
- 香港灣仔睿景酒店官網 （页面存档备份，存于）
- 香港灣仔維景酒店